# SPA 100 hp
Lo SPA 100 hp è stato un motore aeronautico a 8 cilindri a V raffreddati ad acqua prodotto dall'azienda italiana Società Piemontese Automobili nel 1914.